# Платный туалет

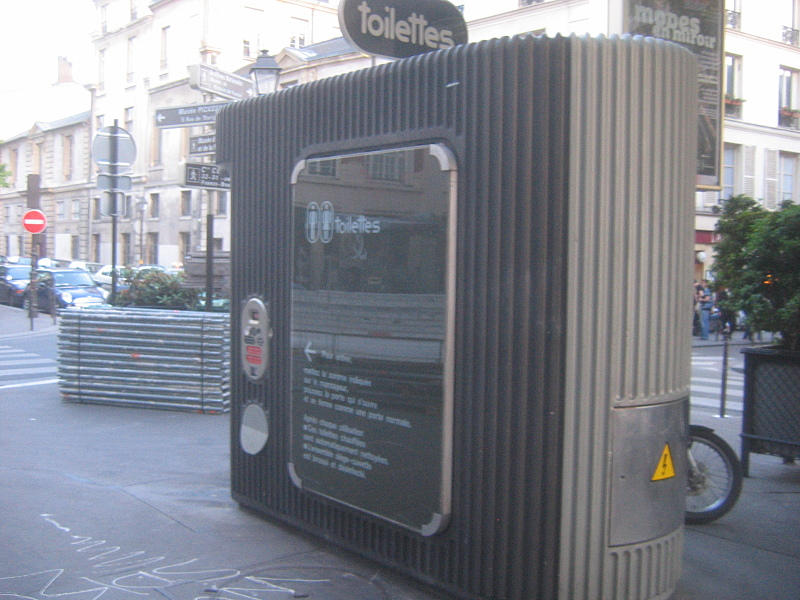
Автономный, монетопринимающий платный туалет в Париже.

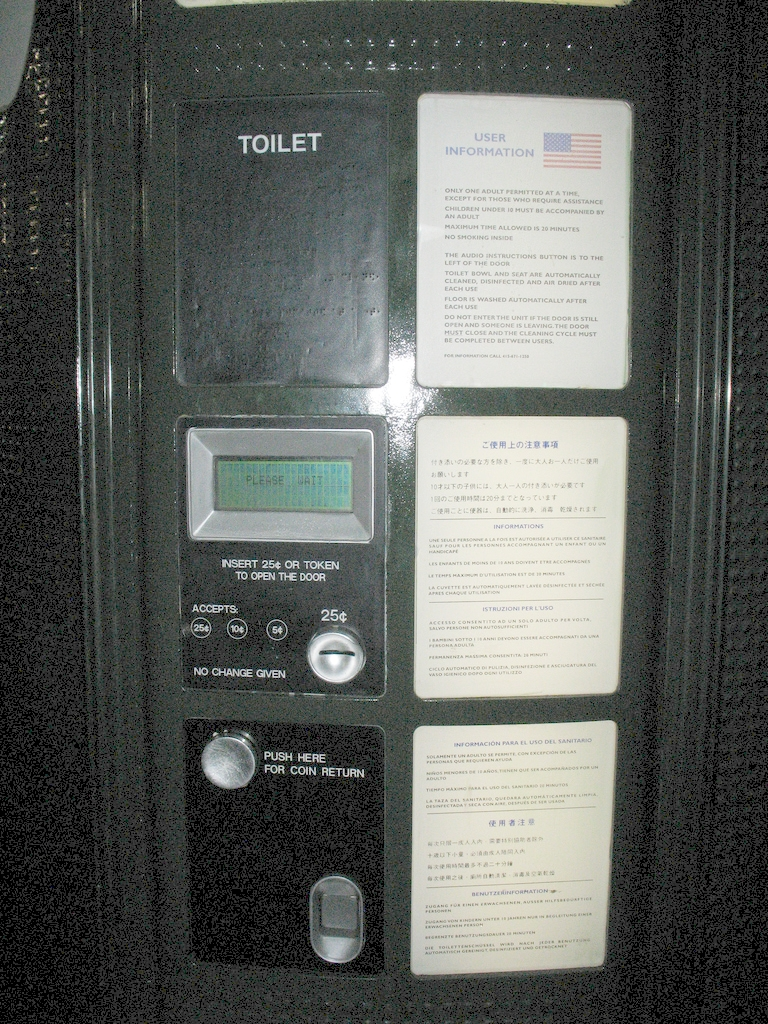
Платный туалет в Сан-Франциско, Калифорния, 2006.

Платный туалет — общественный туалет, за пользование которым требуется платить деньги. Они могут располагаться непосредственно на улице или находиться внутри зданий: в торговых центрах, универмагах, железнодорожных вокзалах, ресторанах и т. д. Причиной взимания платы за пользование туалетом обычно является необходимость обслуживания оборудования.

## История
Первоначально платные туалеты появились в Европе. Изобретателем платного туалета считается британский иллюзионист Джон Маскелайн, который изобрёл дверной замок для лондонских общественных туалетов, который открывался только после того, как в него опускали монету в один пенни, что породило эвфемизм «потратить пенни».
Особенно активно данный тип туалетов используется в Париже; улицы города покрыты самоочищающимися монетопринимающими туалетными кабинами. Пассажиры парижского метро могут воспользоваться монетопринимающими туалетами на станциях метро. Некоторые автозаправочные станции предлагают купон, равный сумме, уплаченной за пользование туалетом, которая погашается покупкой других товаров на этой станции или же в принадлежащей данной компании сети магазинов.
В США первый платный туалет был установлен в 1910 году в штате Индиана.
В СССР первый платный туалет появился в Ленинграде в ноябре 1986 года по адресу: Невский пр., 88. Массово платные туалеты начали появляться с 1988 г., после принятия Совмином СССР Закона о кооперации и развитием кооперативного движения.
В Восточной Европе (особенно в странах бывшего СССР) платные туалеты обычно неавтоматизированы и располагаются в торговых центрах. На входе в туалет находится дежурный сотрудник, взимающий плату за вход и выдающий туалетную бумагу.

## В других странах
В Аргентине платные туалеты не являются общественными. Обычно туалеты располагаются в общественных местах и являются свободными для использования, но дворники сидят снаружи, ожидая чаевых от клиентов. Они часто подают знак, произнося: Su propina es nuestro sueldo («Ваши чаевые — наша зарплата»). Это является привычкой требовать монеты либо счёт в два доллара, особенно если посетитель пользуется туалетом и требует бумагу.
В Мексике в большинстве туалетов около входа имеются турникеты и дежурный. Дежурный выдаёт туалетную бумагу, а иногда — бумажное полотенце для рук.
В Сингапуре платные туалеты всё ещё имеются в Hawker Centers, где пользование туалетом в основном стоит от 10 до 20 центов. Они, как правило, отдаются продавщице у прилавка, однако в некоторых центрах имеются специальные турникетные системы, куда помещается монета. Иногда также осуществляется плата и за туалетную бумагу, которая выдаётся дежурным, но чаще туалетная бумага имеется в самой кабине.
В некоторых частях Тайваня, в основном в метро, каждый должен платить за туалетную бумагу, но сам по себе туалет является бесплатным.

## В произведениях искусства
- Про бизнесмена Фому (1993)
- Частный детектив, или Операция «Кооперация» (1989)